# Vieille-Chapelle New Military Cemetery
Vieille-Chapelle New Military Cemetery is een Britse militaire begraafplaats met gesneuvelden uit de Eerste Wereldoorlog. Ze ligt aan de Rue du Pont d’Agronsart in de Franse gemeente La Couture (Pas-de-Calais) zo’n 1670 m ten noordwesten van het centrum (Église Saint-Pierre). De begraafplaats werd ontworpen door Herbert Baker en Noel A. Rew. Ze heeft een rechthoekig grondplan met een oppervlakte van 4111 m² en wordt omsloten door een ruwe natuurstenen muur. De Stone of Remembrance staat centraal en het Cross of Sacrifice staat aan de straatzijde tussen twee identieke toegangen, beide afgesloten door een metalen hekje. Tegen de westelijke muur staat een vierkantig ruwstenen schuilhuisje onder een tentdak. 
De begraafplaats telt 994 Gemenebest-graven waaronder 346 niet geïdentificeerde. Bij de geïdentificeerde doden zijn er 617 Britten, 28 Indiërs en 1 Canadees. Voor vijf Britten werden Special Memorials  opgericht omdat hun graven niet meer gevonden werden en er wordt aangenomen dat ze onder naamloze grafzerken liggen. Negen Britten worden herdacht met een Duhallow Block.  Hun graven werden in hun oorspronkelijke begraafplaatsen door artillerievuur vernietigd. 
De begraafplaats wordt onderhouden door de Commonwealth War Graves Commission. 

## Geschiedenis
De oude militaire begraafplaats werd in november 1915 gesloten en verwijderd omdat ze te dicht bij de school lag. De New Military Cemetery werd in die maand aangelegd en door gevechtseenheden en medische veldposten (Field Ambulances) gebruikt tot maart 1918. Het dorp en de begraafplaats vielen tijdens de Slag om de Leie (als deel van het Duitse lenteoffensief) in Duitse handen. In september 1918, toen de Duitse troepen zich terugtrokken, werden er nog bijzettingen gedaan. Deze oorspronkelijke graven liggen in Plot I en Plot IV, rijen A en B.
Na de wapenstilstand werd de begraafplaats verder uitgebreid door de concentratie van Britse, Indische en Portugese graven vanuit de naburige slagvelden en van andere begraafplaatsen:
- Bout-de-Ville German Cemetery in Richebourg St-Vaast (33 doden).
- King’s Liverpools Graveyard in Cuincy (171 doden).
- Locon Old Military Cemetery (10 doden).
- Locon New Military Cemetery (30 doden).
- Richebourg-St-Vaast Churchyard (4 doden).
- Rouge-Croix in Richebourg St-Vaast (26 doden).
- Royal Berks Cemetery in Cuincy (54 doden).

De Portugese graven werden in 1925 naar de Portugese Militaire Begraafplaats in Richebourg (Pas-de-Calais) overgebracht en drie graven van Duitse gevangenen werden ook verwijderd.

## Graven

### Onderscheiden militairen
- John Shofield, onderluitenant bij de Lancashire Fusiliers en Joseph Henry Collin, onderluitenant bij het King’s Own (Royal Lancaster Regiment) werden onderscheiden met het Victoria Cross (VC).
- Charles Glencairn Hill, luitenant-kolonel bij het Royal Berkshire Regiment werd onderscheiden met de Companion of St. Michael en St. George en de Distinguished Service Order (CMG, DSO).

Volgende officieren werden onderscheiden met het Military Cross (MC):
- de kapiteins A. Ellwood (King’s Own (Royal Lancaster Regiment)) en John Spencer Theodore Weston (Royal Warwickshire Regiment) en de onderluitenanten R.S. Clarke (Machine Gun Corps (Infantry)), L. Brooke (The Loyal North Lancashire Regiment), G.F. Raeside (King’s Own (Royal Lancaster Regiment)) en Stanley Benjamin Westwood (The Loyal North Lancashire Regiment).
- R.H. Hart, sergeant bij het Royal Berkshire Regiment werd onderscheiden met de Distinguished Conduct Medal (DCM).

Volgende militairen werden onderscheiden met de Military Medal (MM):
- de sergeanten T. Taylor (South Lancashire Regiment) en R. Knowles (The Loyal North Lancashire Regiment); de korporaals J. Bamber (The Loyal North Lancashire Regiment) en W. Priest  ; kanonier Alexander Brooks (Royal Field Artillery) en de soldaten W.A.G. Cowles (Royal Army Medical Corps), T.E. Jones (The Loyal North Lancashire Regiment) en William Robertson (Gordon Highlanders).

### Aliassen
- soldaat Harold Reginald Hotton diende onder het alias Reginald Horton bij de Royal Scots.
- geleider Clement Baker Sheryer diende onder het alias Charles Sheryer bij het Army Service Corps.

### Gefusilleerde militairen
- de soldaten Herbert Crimmins en Arthur Wild, beide dienend bij het West Yorkshire Regiment (Prince of Wales's Own) werden wegens desertie op 5 september 1916 gefusilleerd.
- soldaat James A. Haddock (Yorks & Lancs Regiment) werd wegens desertie op 16 september 1916 gefusilleerd.

### Minderjarige militairen
- de soldaten Alban Davy Crompton, George William Emerson, William Thomas Penfold, Sydney Charles Smith en H.S. Witt waren 17 jaar toen ze sneuvelden.